# La Maya
La Maya település Spanyolországban, Salamanca tartományban. La Maya Pedrosillo de los Aires, Fresno Alhándiga, Pelayos és Montejo községekkel határos. Lakosainak száma 158 fő (2024).

## Népesség
A település népessége az elmúlt években az alábbi módon változott:
| Lakosok száma | 260  | 259  | 219  | 209  | 214  | 210  | 185  | 162  | 165  | 158  |
|               | 2001 | 2004 | 2007 | 2009 | 2012 | 2014 | 2017 | 2019 | 2022 | 2024 |